# Leigh Whannell
Leigh Whannell nascut el 17 de gener de 1977) iés un cineasta i actor australià. Ha escrit diverses pel·lícules que van ser dirigides pel seu amic James Wan, com ara Saw (2004), Silenci des del mal (2007). ), Insidious (2010) i Insidious: Chapter 2 (2013). Whannell va fer el seu debut com a director amb Insidiós: Capítol 3 (2015), i des de llavors ha dirigit dues pel·lícules més, Upgrade (2018) i  L'home invisible (2020).
Whannell i Wan són els creadors de la franquícia Saw. Whannell va escriure la primera entrega, va coescriure la segona i la tercera, va ser productor o productor executiu de totes les pel·lícules i va aparèixer com a personatge Adam Stanheight en tres de les entregues. També va ser l'escriptor del videojoc Saw (2009) i co- guionista de la pel·lícula del 2014 Cooties.

## Carrera

### Televisió

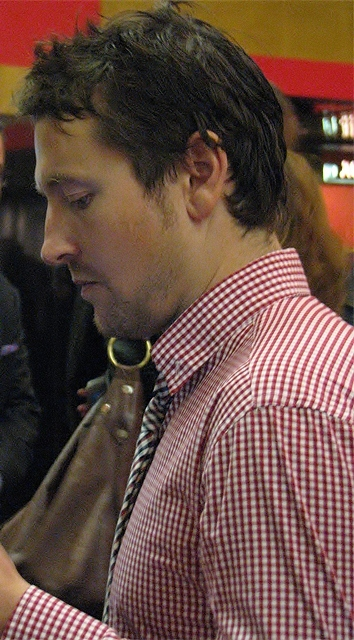
Whannell el 2010

Whannell va néixer el 17 de gener de 1977.
Escriptor des de petit, Whannell va treballar com a reporter i crític de cinema per a diversos programes de televisió australians, inclòs l'ABC Recovery, un programa de dissabte al matí orientat als joves que va ser presentat per Dylan Lewis. Whannell va descriure l'espectacle en una publicació al blog del 2011:
| « | El resultat va ser que, en comptes de seguir l'habitual ideal de MTV del que volen els adolescents en un programa de televisió: "Hola, nens, a continuació, tenim alguns moviments de windsurf seriosament malvats!!" - Recovery va aconseguir aprofitar l'anomenat moviment "alternatiu" que estava en ple apogeu en aquell moment donant als adolescents el que realment volen: una anarquia genuïna i sense polir. | » |

Whannell havia fet una audició per al paper d'amfitrió, però més tard va ser emprat com a reporter; La primera entrevista de Whannell va ser amb Jackie Chan i ha afirmat que "Recovery és la millor feina que he tingut mai...".
Whannell va aparèixer a l'episodi 4, la temporada 1 de la producció de RMITV Under Melbourne Tonight presenta What's Goin' On There? el 10 de juny de 1998.

### Cinema
El 2003, Whannell va aparèixer en un paper menor a The Matrix Reloaded, així com al videojoc Enter The Matrix com el personatge "Axel".
Mentre estava a l'escola de cinema, Whannell va conèixer James Wan. Junts, tots dos van escriure un guió per al que seria Saw. Després de fer un curtmetratge l'any 2003 per mostrar la intensitat del guió de Saw, la versió del llargmetratge, dirigida per Wan, es va fer el 2004 i es va convertir en un èxit sorpresa de baix pressupost. Whannell va interpretar a Adam a la pel·lícula, un dels personatges principals. La popularitat de Saw va donar lloc a una seqüela, Saw II, que va ser dirigida i coescrita per Darren Lynn Bousman, i sobre la qual Whannell va coescriure i revisar el llibre de Bousman. guió original, titulat The Desperate. Whannell també va exercir com a productor executiu.
En la mateixa època, Whannell va tornar a col·laborar amb Wan; van escriure una pel·lícula anomenada Silenci des del mal, que va dirigir Wan. Originalment estava previst per a un llançament el 2006, però petits problemes amb el títol van fer que el llançament es remuntés al març de 2007. El 2006, el duet va compondre la història per a Saw III; Whannell va escriure el guió per tercera vegada. Va ser de nou dirigit per Bousman i es va estrenar el 27 d'octubre de 2006. Whannell té un cameo destacat, repetint el seu paper d'Adam. Saw III va recaptar 33.610.391 $ el cap de setmana d'estrena, guanyant uns 129.927.001 dòlars arreu del món (després de 38 dies als cinemes) i actualment és la pel·lícula Saw més reeixida fins ara.
El company de guió de Whannell, Wan, va ser escollit per dirigir la pel·lícula Death Sentence, el primer llargmetratge amb la seva participació que no van escriure ells mateixos. Whannell té un petit paper com a Spink a Death Sentence.

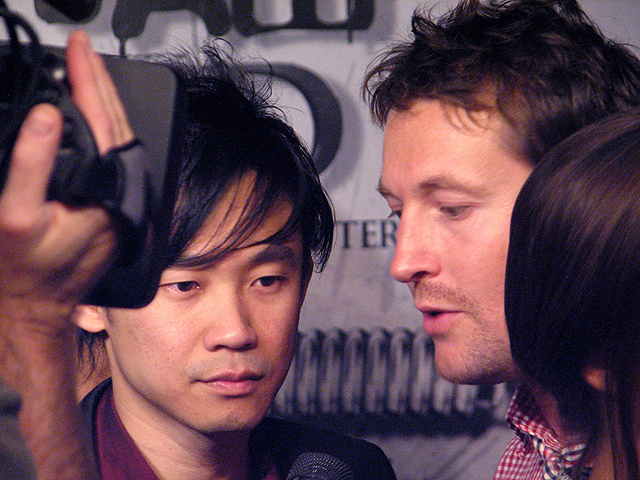
Whannell (dreta) i James Wan (esquerra) assistint a l'estrena de Saw 3D el 27 d'octubre, 2010.

El 2008 Whannell es va treure el "barret d'escriptura" per actuar al costat de Nathan Phillips a Dying Breed, una pel·lícula de terror australiana de baix pressupost sobre un equip de zoòlegs que explora el desert de Tasmània. per localitzar una criatura que es pensava extinta, el llop marsupial, o tigre de Tasmània. En comptes d'això, passen pel domini dels caníbals que conserven el gust del seu avantpassat Alexander Pearce per la carn humana i es converteixen en preses.
Abans i durant la producció de Saw, Whannell va buscar tractament mèdic. "Estava passant per un moment una mica difícil pel que fa a la salut i patia ansietat", diu Whannell. "L'ansietat es va manifestar de manera física. Vaig patir mals de cap cada dia durant gairebé un any. Eren coses greus i realment van començar a afectar la meva vida". Passar temps a un hospital el va inspirar a dotar de càncer a l'antagonista principal de la sèrie Saw, John Kramer / Jigsaw. "Va ser estrany tenir 25 anys i estar assegut en una sala neurològica i estic envoltat de gent que en realitat tenia tumors cerebrals. Va ser molt espantós i va ser la meva primera mirada adequada a la mortalitat. Tenia moltes ganes de fer-ho. recuperar la meva salut i realment em va explicar com d'important és una bona salut. Si la tens, ho tens tot".
Whannell va escriure el guió i va actuar a la pel·lícula de thriller paranormal del 2011, Insidious, que va ser dirigida per Wan i produïda per Oren Peli.
Amb relació a la franquícia Saw, Whannell va declarar, també el 2011:
| « | És difícil dir-ho definitivament, perquè no en tenim els drets d'autor. Els productors podrien fer 10 més si ho volguessin. Però, si els hem de prendre per valor, ens van dir que definitivament ja ho havien acabat. Estan bastant esgotats. En fan un a l'any cada any durant els últims set anys, així que crec que necessiten una mica de temps lliure. | » |

A mitjans de 2013 es van publicar informes als mitjans de comunicació sobre Cooties, un projecte cinematogràfic del qual Whannell és productor executiu, actor i guionista. L'argument de la pel·lícula tracta d'un virus extrem que infecta una escola primària aïllada. Whannell va fer el seu debut com a director a la seqüela  Insidiós: Capítol 3  (2015), que també va escriure.
El 2014 Whannell va expressar el possible interès a tornar a la franquícia Saw;tanmateix, en una publicació del novembre de 2013 al seu bloc personal, Whannell va descriure un nou capítol més enllà de la seva associació amb Wan, ja que el director finalment havia assolit el seu objectiu de fer produccions de gran èxit d'estil èpic. Whannel va explicar: "Ara, està fent les pel·lícules que sempre ha volgut fer, les grans. No tinc cap dubte que el seu nom s'afegirà a aquest club especial de directors de cinema que sempre ha admirat molt aviat. Estic molt content. per ell, com un pare orgullós. I per això és el final d'una època." Whannell també va afegir que no descarta tornar a col·laborar amb Wan, però va sentir que necessitava dirigir una pel·lícula per primera vegada.
Whannell va ser escriptor i director de la pel·lícula de terror corporal de ciència-ficció Upgrade, que va ser estrenada per Blumhouse Tilt i OTL Releasing el 2018 amb una acollida positiva. A continuació, Whannell va escriure, dirigir i co-executiu va produir una reelaboració del llibre de H. G. Wells L'home invisible. La pel·lícula va ser protagonitzada per Elisabeth Moss i Oliver Jackson-Cohen, i es va estrenar el 2020 amb aclamació de la crítica; va recaptar 145 milions de dòlars amb un pressupost de 7 milions de dòlars. Al juliol de 2020, es va anunciar que està treballant en una seqüela de L'home invisible. Whannell està treballant actualment en un reinici de Fuga de Nova York. També està produint i dirigint una sèrie seqüela d'Upgrade. El juny de 2022, estava en converses per dirigir una pel·lícula de reinici basada en Green Hornet titulada The Green Hornet and Kato d'Amasia Entertainment i Universal Pictures. L'èxit de The Invisible Man va fer que Universal Pictures tornés a fer equip amb ell a Wolf Man, que va coescriure amb la seva dona, Corbett Tuck. Serà protagonitzada per Christopher Abbott i Julia Garner i està previst que s'estreni el gener de 2025.

## Filmografia

### Curtmetratges
| Any  | Títol         | Guionista | Productor executiu |
| ---- | ------------- | --------- | ------------------ |
| 2003 | Saw 0.5       | Sí        | Sí                 |
| 2008 | Doggie Heaven | Sí        | No                 |
| 2018 | Home Shopper  | Història  | Sí                 |

### Llargmetratges
| Any  | Títol                   | Director | Guionista | Productor executiu | Notes                |
| ---- | ----------------------- | -------- | --------- | ------------------ | -------------------- |
| 2004 | Saw                     | No       | Sí        | No                 |                      |
| 2005 | Saw II                  | No       | Sí        | Sí                 |                      |
| 2006 | Saw III                 | No       | Sí        | Sí                 |                      |
| 2007 | Silenci des del mal     | No       | Sí        | No                 |                      |
| 2010 | Insidious               | No       | Sí        | No                 |                      |
| 2013 | Insidious: Chapter 2    | No       | Sí        | No                 |                      |
| 2014 | Cooties                 | No       | Sí        | Sí                 |                      |
| 2014 | The Mule                | No       | Sí        | Sí                 |                      |
| 2015 | Insidiós: Capítol 3     | Sí       | Sí        | No                 | Debut com a director |
| 2018 | Insidious: The Last Key | No       | Sí        | No                 | També productor      |
| 2018 | Upgrade                 | Sí       | Sí        | Sí                 |                      |
| 2020 | L'home invisible        | Sí       | Sí        | Sí                 |                      |
| 2023 | Insidious: The Red Door | No       | Story     | No                 | També productor      |
| 2025 | Wolf Man                | Sí       | Sí        | Sí                 | Post-producció       |

Només com a productor executiu
- Saw IV (2007)
- Saw V (2008)
- Saw VI (2009)
- Saw 3D (2010)
- Jigsaw (2017)
- Spiral (2021)
- Saw X (2023)

### Papers d’actor
| Any       | Títol                                              | Paper           | Notes             |
| --------- | -------------------------------------------------- | --------------- | ----------------- |
| 1996      | Veïns                                              | Stuart Maughan  | 2 episodis        |
| 1996–2000 | Recovery                                           | Ell mateix      | Sèria d’ABC Music |
| 1999–2000 | Blue Heelers                                       | Jared Ryan      | 2 episodis        |
| 2003      | Saw                                                | David           | Curtmetratge      |
| 2003      | The Matrix Reloaded                                | Axel            | [ 20 ]            |
| 2003      | Razor Eaters                                       | Nick D.         |                   |
| 2004      | Saw                                                | Adam Stanheight |                   |
| 2004      | One Perfect Day                                    | Chris           |                   |
| 2006      | Saw III                                            | Adam Stanheight |                   |
| 2007      | Death Sentence                                     | Spink           |                   |
| 2008      | Dying Breed                                        | Matt            |                   |
| 2010      | Insidious                                          | Specs           |                   |
| 2012      | Little Brother, Big Trouble: A Christmas Adventure | Jatt (voice)    |                   |
| 2013      | The Pardon                                         | Clement Moss    |                   |
| 2013      | Crush                                              | David           |                   |
| 2013      | Raze                                               | Elevator Guard  |                   |
| 2013      | Insidious: Chapter 2                               | Specs           |                   |
| 2014      | Cooties                                            | Doug            | [ 20 ]            |
| 2014      | The Mule                                           | Gavin           |                   |
| 2015      | Insidiós: Capítol 3                                | Specs           |                   |
| 2017      | The Bye Bye Man                                    | Larry           |                   |
| 2017      | Keep Watching                                      | Matt Miller     |                   |
| 2018      | Insidious: The Last Key                            | Specs           |                   |
| 2018      | Aquaman                                            | Cargo Pilot     | Cameo             |
| 2023      | Insidious: The Red Door                            | Specs           |                   |

### Videojocs
| Ant  | Títol            | Paper     | Notes      |
| ---- | ---------------- | --------- | ---------- |
| 2003 | Enter the Matrix | Actor     | Role: Axel |
| 2009 | Saw              | Escriptor | [ 21 ]     |

### Vídeos musicals
| Any  | Artista  | Cançó      | Papers   |
| ---- | -------- | ---------- | -------- |
| 2021 | Deftones | "Ceremony" | Director |

## Premis i nominacions
| Any  | Premi                                                   | Categoria                         | Treball nominat     | Resultat  |
| ---- | ------------------------------------------------------- | --------------------------------- | ------------------- | --------- |
| 2005 | Fantasporto                                             | Millor guió                       | Saw                 | Guanyador |
| 2005 | Teen Choice Awards                                      | Choice Movie Scream               | Saw                 | Nominat   |
| 2015 | Rondo Hatton Classic Horror Awards                      | Millor pel·lícula                 | Insidiós: Capítol 3 | Nominat   |
| 2018 | Festival de Sitges                                      | Gran Premi del Públic             | Upgrade             | Guanyador |
| 2018 | South by Southwest                                      | Premi del Públic – Mitjanits      | Upgrade             | Guanyador |
| 2018 | Premis AACTA                                            | Millor guió original              | Upgrade             | Nominat   |
| 2018 | Hollywood Creative Alliance                             | Millor guió original              | Upgrade             | Nominat   |
| 2019 | Fangoria Chainsaw Awards                                | Millor pel·lícula de gran estrena | Upgrade             | Nominat   |
| 2019 | Premis de l'Associació de Crítics de Cinema d'Austràlia | Millor guió                       | Upgrade             | Nominat   |
| 2020 | Premis Bram Stoker                                      | Millor guió                       | L'home invisible    | Guanyador |
| 2020 | Premis AACTA                                            | Millor guió                       | L'home invisible    | Nominat   |
| 2020 | Premis AACTA                                            | Millor direcció                   | L'home invisible    | Nominat   |
| 2020 | Hollywood Creative Alliance                             | Millor guió adaptat               | L'home invisible    | Guanyador |
| 2020 | Hollywood Creative Alliance                             | Millor director masculí           | L'home invisible    | Nominat   |
| 2021 | Premis Saturn                                           | Millor director                   | L'home invisible    | Nominat   |
| 2021 | Fangoria Chainsaw Awards                                | Millor guió                       | L'home invisible    | Guanyador |
| 2021 | Fangoria Chainsaw Awards                                | Millor director                   | L'home invisible    | Guanyador |
| 2021 | Premis de l'Associació de Crítics de Cinema d'Austin    | Millor guió adaptat               | L'home invisible    | Nominat   |